# Giovanni di Bicci de' Medici
Giovanni di Bicci de' Medici (Firenze, 18 febbraio 1360 – Firenze, 20 febbraio 1429), figlio di Averardo detto "Bicci" de' Medici, è stato il primo esponente di spicco del ramo centrale della famiglia Medici. Durante la sua vita riuscì a fare una grande fortuna con il Banco Medici da lui fondato e passò la sua ricchezza al figlio Cosimo.

## Biografia

### Origini e ascesa economica (1360-1410)
Giovanni era uno dei 5 figli di Averardo di Chiarissimo de' Medici e di Jacopa (o Giovanna) Spini. Suo padre era un mercante di lana che solo nell'ultimo periodo della sua vita aveva raggiunto una ricchezza tale da potersi definire benestante. Alla sua morte (1363) il suo cospicuo patrimonio venne però diviso in cinque parti uguali, diventando così un'esigua eredità nelle mani dei figli. Lo zio di Giovanni, Vieri de Pietropaolo (cugino di primo grado di Averardo), era invece ben più ricco, esercitava la professione di banchiere e fra i settanta e più banchi presenti nella Firenze medievale, il suo era uno dei più floridi. 
Proprio a servizio dello zio, Giovanni imparò il mestiere di banchiere, diventando presto il responsabile della filiale a Roma. 
Nel 1385 rilevò questa filiale grazie al piccolo patrimonio portato in dote da sua moglie, Piccarda Bueri, poi aumentato dall'entrata di nuovi soci. Nel 1397 la sede fu spostata a Firenze, vicino a Orsanmichele, all'incrocio fra Via Porta Rossa e Via Calimala, con un capitale di 10.000 fiorini per un po' più della metà di Giovanni e per la parte restante dei suoi due soci. 
Le banche a quell'epoca espletavano la loro attività attraverso il servizio di deposito, di emissione e conversione delle lettere di cambio (le antesignane dei traveler's cheque), di prestito e di investimenti a vario titolo. Il Banco dei Medici ebbe buona sorte anche grazie all'impiego di soldi nel commercio delle stoffe, tanto che nel 1408 godeva già di due filiali, una a Venezia e una a Roma, più una sotto-succursale a Napoli dipendente da Roma. Ma sarà proprio dalla capitale della cristianità che Giovanni incomincerà la costruzione dell'impero economico.

### Il rapporto con Giovanni XXIII (1410-1419)

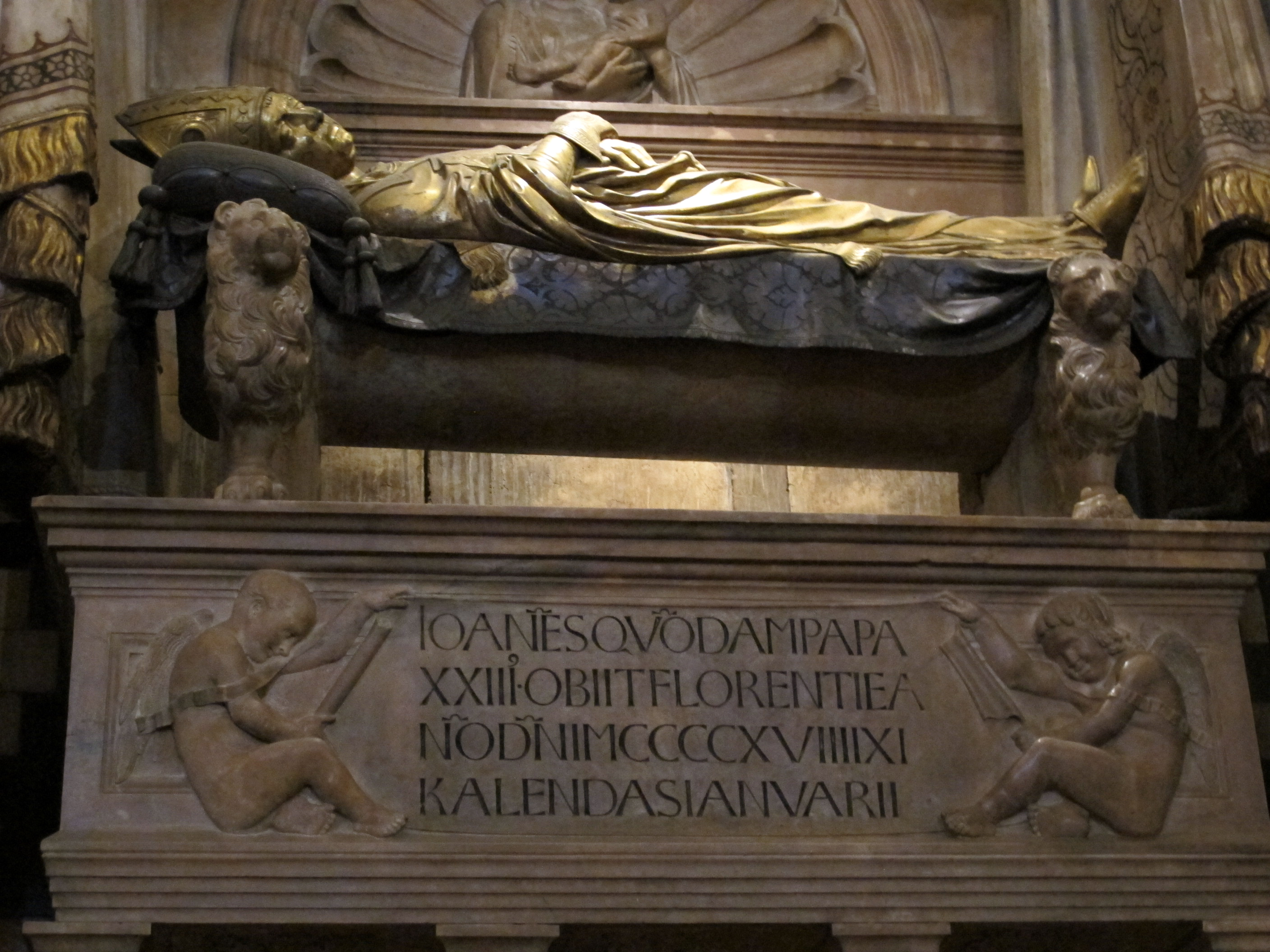
Tomba dell'Antipapa Giovanni XXIII, commissionata da Giovanni De' Medici

Era proprio il banco a Roma quello più redditizio, perché nel 1413 Giovanni era riuscito a diventare il banchiere privilegiato dei conti papali, grazie all'amicizia con l'antipapa Giovanni XXIII (papa della fazione "pisana" durante lo Scisma d'Occidente, eletto nel 1410). Giovanni aveva bisogno di fondi per mantenere la propria posizione e rafforzare la sua autorità a discapito dei suoi due rivali, l'antipapa Benedetto XIII (fazione avignonese) e il Papa Gregorio XII. Pertanto Giovanni aveva fatto accedere i Medici all'attività della Camera Apostolica. Il Banco dei Medici così poté riscuotere le decime e ricavarne una percentuale, un'opportunità che accrebbe enormemente le fortune finanziarie della famiglia. Questo quasi-monopolio però durò solo due anni perché nel 1415 il papa venne deposto dal Concilio di Costanza e presto il Banco Medici si trovò a dividere la fonte di guadagno con le imprese rivali, fra le quali quelle degli Spini (quelli del Palazzo Spini Feroni) e degli Alberti. Con il fallimento del Banco Spini nel 1420, Giovanni riacquistò buona parte delle prerogative perse sulla riscossione dei conti papali, questa volta in maniera duratura, che portò una notevole prosperità a lui e alla sua famiglia.
Grazie alla cospicuità degli introiti del banco, largamente sopra i 100.000 fiorini all'anno, e grazie alla sua prestigiosa clientela, Giovanni poté permettersi anche di rendere l'antico favore a Giovanni XXIII, nel frattempo dichiarato antipapa e deposto: nel 1419 inviò un suo fattore a Norimberga per impegnarsi al pagamento di 30.000 fiorini per ottenere la sua scarcerazione. Dopo la sua morte l'alto prelato venne sepolto a Firenze nel Battistero di San Giovanni, nella tomba realizzata da Donatello e Michelozzo su commissione del figlio di Giovanni, Cosimo (molto probabilmente come tributo all'amico paterno).

### Gli incarichi istituzionali
Giovanni, nonostante la ricchezza, fu un personaggio che non si dimostrò mai ambizioso di cariche pubbliche, ma aspettò che le cariche gli venissero offerte accettandole di buon grado. A tal proposito Machiavelli sentenziò così il suo ruolo politico: «Non domandò mai onori, ed ebbeli tutti; […]. Morì ricchissimo di tesoro, ma più di buona fama e di benivolenza». Giovanni era quindi riuscito a riscattare il nome dei Medici che, seppur macchiato in passato da qualche traditore e assassino, aveva però anche dato alle cariche pubbliche uomini responsabili e validi, dei quali lui era stato il più importante fino ad allora. Espresse così quella saggia prudenza riguardo alle invidie altrui che sarà una delle chiavi del trionfo di suo figlio Cosimo. Nonostante questo tatto politico, Giovanni era di tendenze antioligarchiche e cercò, come dimostrò con il suo patronato nei confronti della piccola e media borghesia, di opporsi silenziosamente alla fazione degli Albizzi. Lista degli incarichi pubblici ricoperti:
- 1402: primo incarico come priore dell'Arte del Cambio[7]
- 1403: missione diplomatica a Bologna[2]
- 1407: governatore della città di Pistoia[2]
- 1408: secondo incarico come priore dell'Arte del Cambio[8]
- 1411: terzo incarico come priore dell'Arte del Cambio[9]
- 1419: membro dei Dieci di Balia[10]
- 1421: Gonfaloniere di Giustizia[11]

### La peste del 1417
Nel 1417 si abbatté una violenta pestilenza sulla città di Firenze. In quest'occasione, Giovanni di Bicci diede un grande contributo in denaro per soccorrere gli ammalati e aiutare la Signoria nell'affrontare l'epidemia.

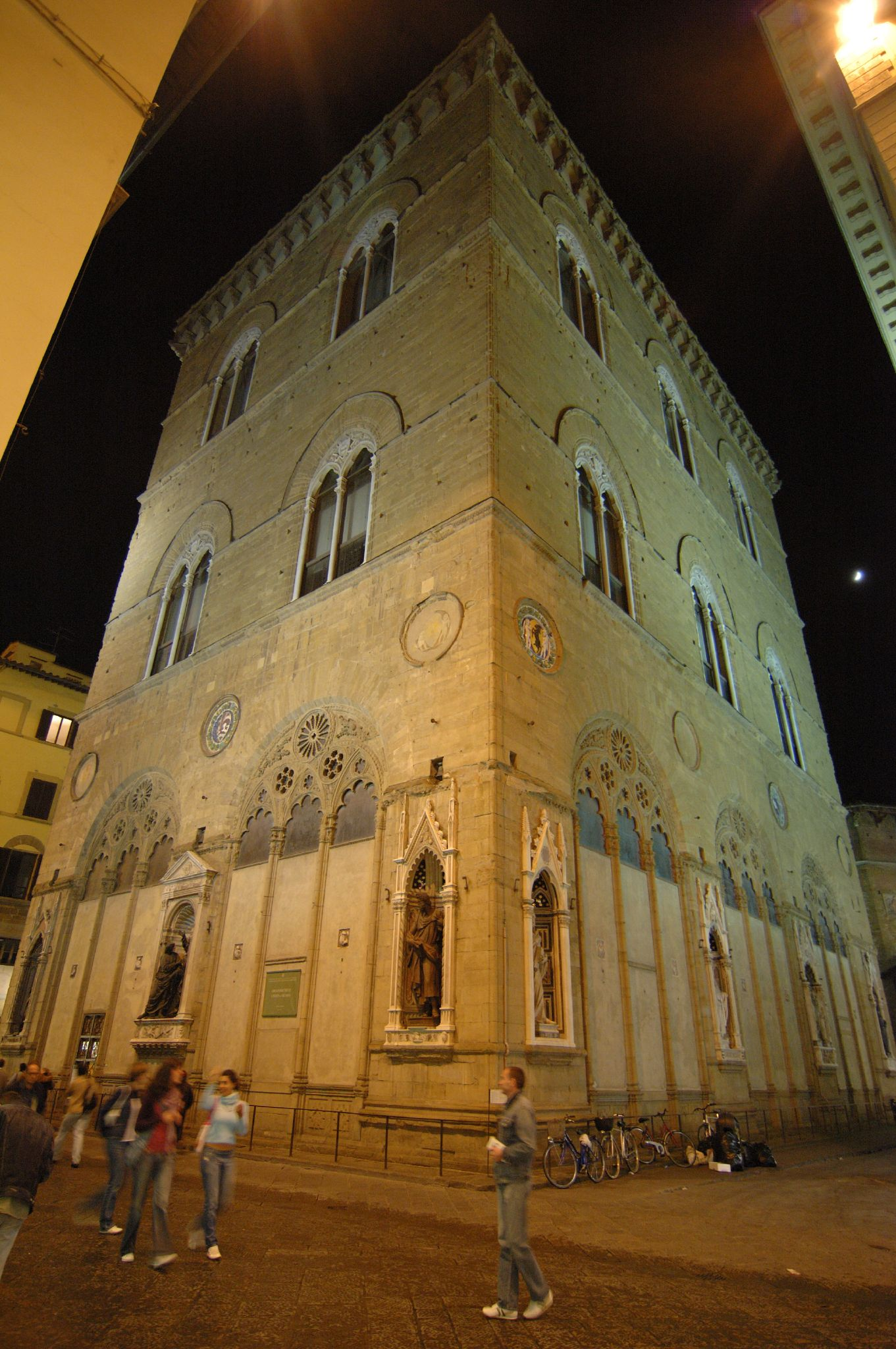
Orsanmichele, sede dell'Arte della Lana di cui Giovanni de' Medici fu nominato più volte priore.

### L'istituzione del catasto (1427)
Giovanni fu uno dei principali sostenitori dell'istituzione di un catasto cittadino, che per la prima volta tassasse i fiorentini non con le varie imposte sui consumi, che colpivano in eguale misura ricchi e poveri, ma con delle tasse calibrate sulle entrate, le rendite e i possedimenti delle singole famiglie.
Questo passaggio fondamentale della lotta tra Medici e Albizzi, fu uno di quei provvedimenti tesi a guadagnare proseliti tra i ceti subalterni da parte dei Medici, secondo un programma non scritto che andava avanti da circa un cinquantennio, dall'appoggio di Salvestro de' Medici alle rivendicazioni dei Ciompi.

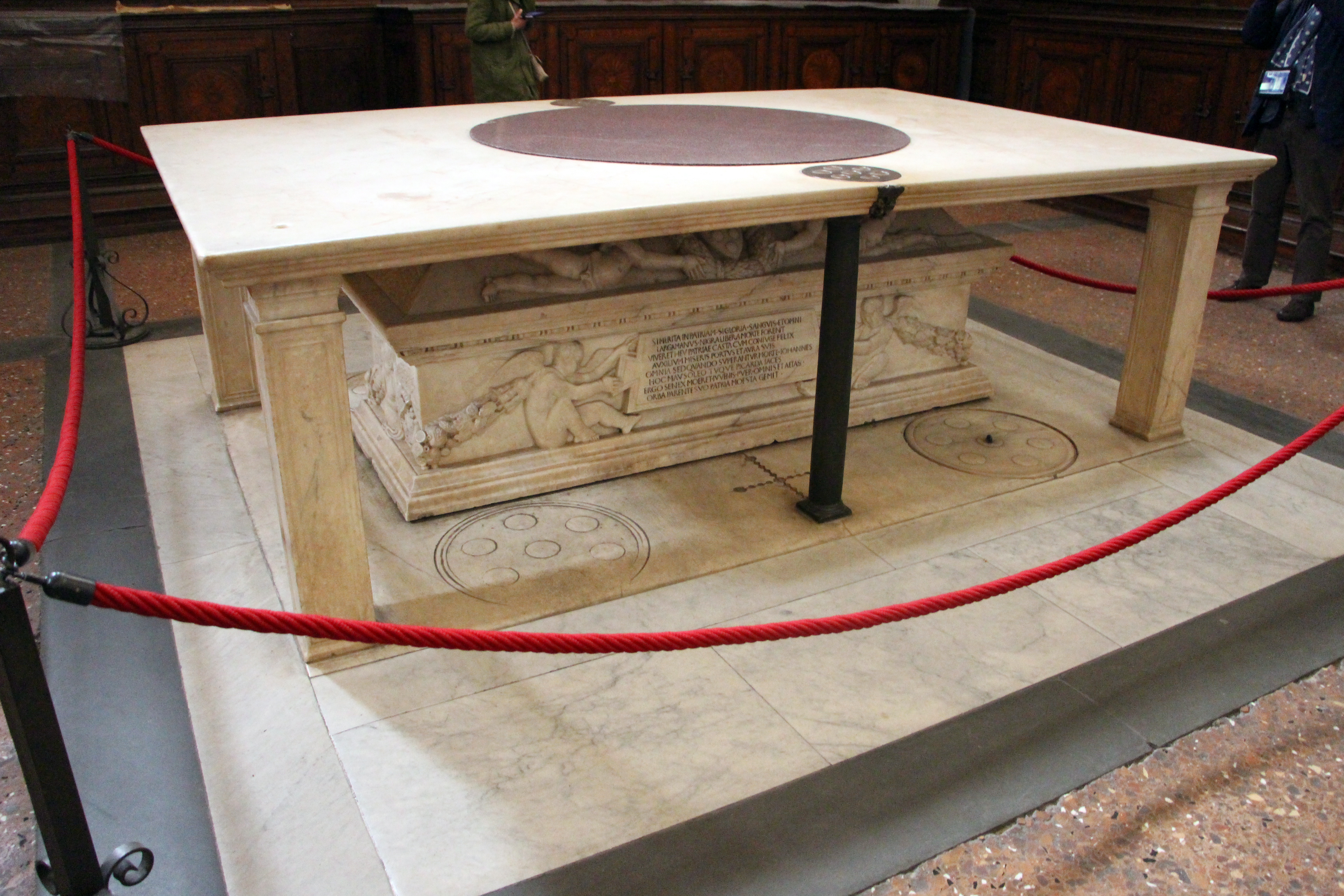
Firenze, Sagrestia Vecchia, Basilica di San Lorenzo, tomba di Giovanni di Bicci e Piccarda Bueri

Prima di questa riforma le imposte del comune si basavano su un complicato e confuso sistema di tassazioni soprattutto indirette, alle quali si aggiungevano alcuni "estimi", cioè tasse sul patrimonio. Nella pratica comunque la grandissima fetta di entrate era data dai dazi e dalle gabelle (imposte sulle merci in transito). Oltre alla tassazione ordinaria, ne esisteva una straordinaria per momenti di particolare necessità, come guerre e realizzazione di grandi opere come le mura. Queste necessità erano coperte dalle cosiddette prestanze, cioè prestiti volontari o forzati, che venivano restituiti in maniera sempre più macchinosa: nel 1343 si arrivò a creare addirittura un "monte comune", che emetteva titoli di Stato. Questi titoli erano così gonfiati da speculazioni con interessi altissimi, da far offrire nel 1358 al "Monte" certificati di debito pubblico per trecento fiorini in cambio di 100 fiorini in contanti. Gli unici a potersi permettere tali guadagni erano comunque i ricchi che avevano soldi da impegnare.
In definitiva, quindi, le tasse gravavano sia sui poveri sia sui ricchi in egual misura, mentre il debito pubblico si risolveva in un continuo drenaggio di denaro a favore dei ricchi.
Fu l'occasione dell'ennesima guerra contro i Visconti di Milano del 1427 a far nascere la necessità di attingere soldi dove veramente si trovavano, cioè nelle casse dei ricchi possidenti. Il catasto sostenuto da Giovanni de' Medici lo obbligava senz'altro a un forte esborso, compresi i suoi alleati, ma anche gli avversari come Rinaldo degli Albizzi. Va inoltre ricordato che anche l'ultimo atto pubblico di Giovanni de' Medici fu in difesa del popolo; un gruppo che oggi diremmo "conservatore", capeggiato da Rinaldo degli Albizzi e Niccolò da Uzzano, stava tramando per indurre la Signoria, cioè il governo, a ridurre il numero delle corporazioni minori, diminuendo così il peso politico della forte e bene articolata classe artigianale di Firenze, proponendosi contemporaneamente di far abolire, come non più consono ai tempi, il provvedimento che da circa 130 anni escludeva la vecchia nobiltà d'origine feudale dalle cariche governative. Tale proposta di legge, logicamente, fu presentata nel modo più plausibile, come una misura di ordinaria amministrazione, ma al vecchio Medici non sfuggì il suo autentico significato, che era di svolta reazionaria e antipopolare, facendogli mobilitare per l'opposizione tutte le forze di cui poteva disporre (ed erano molte). La legge fu bocciata e ciò contribuì ad aumentare ancora di più l'appoggio popolare a Giovanni e ai suoi discendenti. Il favore generale che ne conseguì fu cruciale nel lungo periodo per il successo della famiglia Medici.

## Discendenza
Dall'unione di Giovanni e Piccarda Bueri, sposata nel 1386, nacquero almeno cinque figli:
- Cosimo, (*1389 †1464), che ereditò la fortuna paterna, costituita da 180.000 fiorini, il Banco dei Medici e numerosi terreni, e che diede origine al ramo di Cafaggiolo.
- Damiano, morto in giovane età e possibile gemello di Cosimo (*? †1390).
- Lorenzo, (*1395 circa †1440), che diede origine al ramo Popolano.
- Antonio, morto in giovane età (*? †1398).
- Una figlia il cui nome ignoto, morta alla vigilia delle nozze[12].

|                    |                    |                  |                               |                               |                      |                      |                  |                      |                      |                      |                      |                   |                   |
|                    |                    |                  |                               |                               |                      | · Linea antica       |                  |                      |                      |                      |                      |                   |                   |
|                    |                    |                  |                               |                               |                      |                      |                  |                      |                      |                      |                      |                   |                   |
|                    |                    |                  |                               |                               |                      |                      |                  |                      |                      |                      |                      |                   |                   |
|                    |                    |                  |                               |                               |                      | Salvestro *? †1346   |                  |                      |                      |                      |                      |                   |                   |
|                    |                    |                  |                               |                               |                      |                      |                  |                      |                      |                      |                      |                   |                   |
|                    |                    |                  |                               |                               |                      |                      |                  |                      |                      |                      |                      |                   |                   |
|                    |                    |                  |                               |                               |                      | Averardo *1310 †1363 |                  |                      |                      |                      |                      |                   |                   |
|                    |                    |                  |                               |                               |                      |                      |                  |                      |                      |                      |                      |                   |                   |
|                    |                    |                  |                               |                               |                      |                      |                  |                      |                      |                      |                      |                   |                   |
|                    |                    |                  | Giovanni di Bicci *1360 †1429 | Giovanni di Bicci *1360 †1429 |                      |                      |                  |                      | Francesco *? †1402   | Francesco *? †1402   |                      |                   |                   |
|                    |                    |                  |                               |                               |                      |                      |                  |                      |                      |                      |                      |                   |                   |
|                    |                    |                  |                               |                               |                      |                      |                  |                      |                      |                      |                      |                   |                   |
| Cosimo *1389 †1464 | Cosimo *1389 †1464 | Damiano *? †1390 | Damiano *? †1390              | Lorenzo *1395 †1440           | Lorenzo *1395 †1440  | Antonio *? †1398     | Antonio *? †1398 | Malatesta †1406      | Malatesta †1406      | Averardo *1373 †1435 | Averardo *1373 †1435 |                   |                   |
|                    |                    |                  |                               |                               |                      |                      |                  |                      |                      |                      |                      |                   |                   |
|                    |                    |                  |                               |                               |                      |                      |                  |                      |                      |                      |                      |                   |                   |
| Cafaggiolo ·       | Cafaggiolo ·       |                  |                               | Popolano [Trebbio] ·          | Popolano [Trebbio] · |                      |                  | Giuliano *1396 †1467 | Giuliano *1396 †1467 | Matteo *1413 †?      | Matteo *1413 †?      | Mariotto *1418 †? | Mariotto *1418 †? |
|                    |                    |                  |                               |                               |                      |                      |                  |                      |                      |                      |                      |                   |                   |
|                    |                    |                  |                               |                               |                      |                      |                  |                      |                      |                      |                      |                   |                   |
|                    |                    |                  |                               | Linea Granducale ·            | Linea Granducale ·   |                      |                  | Francesco *1415 †?   | Francesco *1415 †?   |                      |                      |                   |                   |

## Ascendenza
|                                    |   |                      | Genitori |  |  | Nonni |  |  | Bisnonni                        |  |  | Trisnonni           |  |
|                                    |   |                      |          |  |  |       |  |  | Averardo di Averardo de' Medici |  |  | Averardo de' Medici |  |
|                                    |   |                      |          |  |  |       |  |  | Averardo di Averardo de' Medici |  |  | Averardo de' Medici |  |
|                                    |   | Benricevuta de' Sizi |          |  |  |       |  |  | Averardo di Averardo de' Medici |  |  |                     |  |
| Salvestro de' Medici               |   |                      |          |  |  |       |  |  | Averardo di Averardo de' Medici |  |  |                     |  |
|                                    |   | Mandina Arigucci     | …        |  |  |       |  |  |                                 |  |  |                     |  |
|                                    |   | Mandina Arigucci     | …        |  |  |       |  |  |                                 |  |  |                     |  |
|                                    |   | Mandina Arigucci     | …        |  |  |       |  |  |                                 |  |  |                     |  |
| Averardo di Chiarissimo de' Medici |   | Mandina Arigucci     |          |  |  |       |  |  |                                 |  |  |                     |  |
|                                    |   | …                    | …        |  |  |       |  |  |                                 |  |  |                     |  |
|                                    |   | …                    | …        |  |  |       |  |  |                                 |  |  |                     |  |
|                                    |   | …                    | …        |  |  |       |  |  |                                 |  |  |                     |  |
| Lisa Donati                        |   | …                    |          |  |  |       |  |  |                                 |  |  |                     |  |
|                                    |   | …                    | …        |  |  |       |  |  |                                 |  |  |                     |  |
|                                    |   | …                    | …        |  |  |       |  |  |                                 |  |  |                     |  |
|                                    |   | …                    | …        |  |  |       |  |  |                                 |  |  |                     |  |
| Giovanni di Bicci de' Medici       |   | …                    |          |  |  |       |  |  |                                 |  |  |                     |  |
|                                    | … | …                    |          |  |  |       |  |  |                                 |  |  |                     |  |
|                                    | … | …                    |          |  |  |       |  |  |                                 |  |  |                     |  |
|                                    | … | …                    |          |  |  |       |  |  |                                 |  |  |                     |  |
| Francesco                          | … |                      |          |  |  |       |  |  |                                 |  |  |                     |  |
|                                    |   | …                    | …        |  |  |       |  |  |                                 |  |  |                     |  |
|                                    |   | …                    | …        |  |  |       |  |  |                                 |  |  |                     |  |
|                                    |   | …                    | …        |  |  |       |  |  |                                 |  |  |                     |  |
| Giacoma Spini                      |   | …                    |          |  |  |       |  |  |                                 |  |  |                     |  |
|                                    |   | …                    | …        |  |  |       |  |  |                                 |  |  |                     |  |
|                                    |   | …                    | …        |  |  |       |  |  |                                 |  |  |                     |  |
|                                    |   | …                    | …        |  |  |       |  |  |                                 |  |  |                     |  |
| …                                  |   | …                    |          |  |  |       |  |  |                                 |  |  |                     |  |
|                                    |   | …                    | …        |  |  |       |  |  |                                 |  |  |                     |  |
|                                    |   | …                    | …        |  |  |       |  |  |                                 |  |  |                     |  |
|                                    |   | …                    | …        |  |  |       |  |  |                                 |  |  |                     |  |
|                                    |   | …                    |          |  |  |       |  |  |                                 |  |  |                     |  |

## Mecenatismo
Giovanni di Bicci supportò le arti e grazie alle sue cospicue donazioni fu abbellita la città, affidandosi ad artisti quali Filippo Brunelleschi e Jacopo della Quercia. In qualità di priore dell'Arte della Lana, favorì l'abbellimento della facciata del Palazzo di Orsanmichele (fine anni '10). Tra il 1419 e il 1425 il Brunelleschi completò lo Spedale degli Innocenti, finalizzato ad accogliere gli orfani della città. In seguito a ciò Giovanni de Medici commissionò al grande architetto fiorentino la ristrutturazione dell'antica basilica di San Lorenzo, destinata a diventare la chiesa della famiglia Medici. Tuttavia la mentalità di Giovanni era ben lontana da quell'idea di mecenatismo tipica dei suoi figli e nipoti, in quanto la sua era più una benevolenza verso i concittadini, piuttosto che un uso politico dell'arte come prerogativa di prestigio e supremazia.